# 德国物理学会
德国物理学会（缩写）是一家国际性的物理学者专业协会，总部位于德国波恩附近巴特洪内夫，是一家非盈利性的协会。德国物理学会成立于1845年，目前有会员约62000人（2012年6月），是世界上历史最悠久的和最大的物理专业学会。
德国物理学会每年举办一届年会和在不同的城市举行多次春季会议，介绍和讨论研究的新成果，也举办当今物理领域热门课题的通俗公开讲座。

## 历史
德国物理学会的历史可以追溯到1845年，是世界上历史最悠久的物理专业学会。
德国物理学会的前身是于1845年1月14日在德国柏林成立的“柏林物理学会”（德语：Physikalische Gesellschaft zu Berlin），发起者是6位科学家：古斯塔夫·卡斯滕（Gustav Karsten，1820年—1900年，物理学者）、威廉·海因里希·海因茨（Wilhelm Heinrich Heintz，1817年—1880年，化学学者）、卡尔-赫尔曼·克诺布劳赫（Karl-Hermann Knoblauch，1820年—1895年，物理学者）、恩斯特·布吕克（1819年—1892年，生理学学者）、埃米尔·杜布瓦-雷蒙（1818年—1896年，生理学学者）和威廉·冯·贝茨（Wilhelm von Beetz，1822年—1886年，物理学者），他们都是小于28岁的年轻学者，物理学家海因里希·古斯塔夫·马格努斯（Heinrich Gustav Magnus）的学生，他们成立学会的目的是摆脱权威，能够无拘无束地进行学术讨论。
德国在1945年时有5家地区性协会：
- 西北德物理学会
- 符腾堡-巴登-普法尔茨物理学会
- 巴伐利亚物理学会
- 柏林物理学会
- 黑森-中莱茵-萨尔物理协会

它们在1950年联合为“德国物理学会联盟”（德语：Verbandes Deutscher Physikalischer Gesellschaften e.V.），1963年改名为“德国物理学会”，并在1990年与德意志民主共和国物理协会合并。

## 会员组成
德国物理学会共有会员53449人（2007年5月2日），其中有163个会员是团体（研究所、图书馆、学校、公司等），其余会员是个人，会员中有近一半是中学生和大学生，其余的包括科学新闻工作者、教师、专利代理人、工业界科研人员、教授和诺贝尔奖获得者等。有5.7%的会员居住在德国以外，女性比例为12.6%（1980年为2.8%），平均年龄34.6岁。曾经担任德国物理学会主席的著名科学家有马克斯·普朗克（1918年诺贝尔物理学奖）、弗里茨·哈伯（1918年诺贝尔化学奖）、阿尔伯特·爱因斯坦（1921年诺贝尔物理学奖）、弗里德里希·帕邢、马克斯·冯·劳厄（1914年诺贝尔物理学奖）、彼得·德拜（1936年诺贝尔化学奖）等。

### 诺贝尔奖得主
以下德国物理学会会员曾获得诺贝尔奖：
- 鲁道夫·穆斯堡尔（1961年诺贝尔物理学奖）
- 克劳斯·冯·克利青（1985年诺贝尔物理学奖）
- 格尔德·宾宁（1986年诺贝尔物理学奖）
- 约翰内斯·贝德诺尔茨（1987年诺贝尔物理学奖）
- 保罗·克鲁岑（1995年诺贝尔化学奖）
- 沃夫冈·凯特利（2001年诺贝尔物理学奖）
- 特奥多尔·亨施（2005年诺贝尔物理学奖）

注：资料来源：德国物理学会。

## 奖项
德国物理学会颁发的最高荣誉是马克斯·普朗克奖章，1929年起每年颁发给理论物理学领域的杰出贡献。此外，1933年起每年还颁发施特恩-格拉赫奖章（Stern-Gerlach-Medaille）给实验物理学领域的杰出贡献，颁发古斯塔夫·赫兹奖给年轻科学家的杰出贡献。德国物理学会还与德国化学学会（Gesellschaft Deutscher Chemiker）和法兰克福市共同颁发奥托·哈恩奖。